# Chris Janssens (politicus)
Chris Janssens (Genk, 8 november 1977) is een Belgisch Vlaams-nationalistisch politicus voor Vlaams Belang.

## Levensloop
Janssens liep middelbaar onderwijs aan het Sint-Jozefsinstituut in Bokrijk en behaalde in het hoger onderwijs een graduaat in de rechtspraktijk aan de Provinciale Hogeschool Limburg en een graduaat in zakelijk vertalen en tolken aan de Katholieke Hogeschool Leuven. Beroepshalve werd hij van 2003 tot 2008 notarieel medewerker. 
Op 18-jarige leeftijd trad hij toe tot de toenmalige Vlaams Blok-afdeling in Genk. Bij de gemeenteraadsverkiezingen van oktober 2006 was Chris Janssens lijsttrekker van het Vlaams Belang in Genk en werd hij verkozen tot gemeenteraadslid van de stad, een functie die hij sindsdien onafgebroken uitoefent. Van 2008 tot 2009 was hij medewerker van de Vlaams Belang-fractie in de Kamer van volksvertegenwoordigers. Ook werd hij lid van het partijbestuur van Vlaams Belang.
Bij de rechtstreekse Vlaamse verkiezingen van 7 juni 2009 werd Janssens verkozen in de kieskring Limburg. In de legislatuur 2009-2014 was hij in het Vlaams Parlement lid van de commissies Woonbeleid, Stedelijk Beleid en Energie (2009-2012), Cultuur, Sport, Jeugd en Media (2011-2014) en Economie, Economisch Overheidsinstrumentarium, Innovatie, Wetenschapsbeleid, Werk en Sociale Economie (2009-2014). Ook na de volgende Vlaamse verkiezingen van 25 mei 2014 en die van 26 mei 2019 en 9 juni 2024 bleef hij Vlaams Parlementslid. Sinds eind juni 2014 is hij voorzitter van de Vlaams Belang-fractie in het Vlaams Parlement. Tezelfdertijd werd hij toegevoegd lid van de commissie Bestuurszaken, Binnenlands Bestuur, Inburgering en Stedenbeleid (2014-2019), lid van de commissie Binnenlands Bestuur, Gelijke Kansen en Inburgering (2019-2024), voorzitter van de commissie voor de bestrijding van gewelddadige radicalisering (2019-2024) en lid van de commissie Binnenlands Bestuur en Inburgering (sinds 2024).
Van december 2012 tot januari 2025 was Chris Janssens samen met Barbara Pas nationaal ondervoorzitter van het Vlaams Belang. Na de zware verkiezingsnederlaag van de partij bij de verkiezingen van mei 2014 kreeg hij van het partijbestuur de opdracht om de oorzaken van de nederlaag te analyseren, waarbij Janssens aanstuurde op een verjonging van het politiek personeel van de partij. Hijzelf stelde zich geen kandidaat voor het partijvoorzitterschap en bleef ondervoorzitter van de partij onder het voorzitterschap van Tom Van Grieken.
In 2021 outte Janssens zich als homoseksueel, dit via een interview met Het Belang van Limburg. Hij is de eerste toppoliticus van Vlaams Belang die openlijk uit de kast kwam.